# Miscophus bytinskii
Miscophus bytinskii (лат.) — вид песочных ос рода Miscophus из подсемейства Crabroninae (триба Miscophini). Эндемик Израиля.

## Распространение
Израиль (пустыня Негев, Беэр-Шева).

## Описание
Длина тела 4 мм. Основная окраска тела чёрная. Передний базитарзус без шипов. Красными выделены: мандибула, скапус (AS1) снизу, первый членик жгутика (AS), передние голени. Мезоплевры с опушением. Передний край наличника разделен на три части. Очень мелкий вид.

## Таксономия и этимология

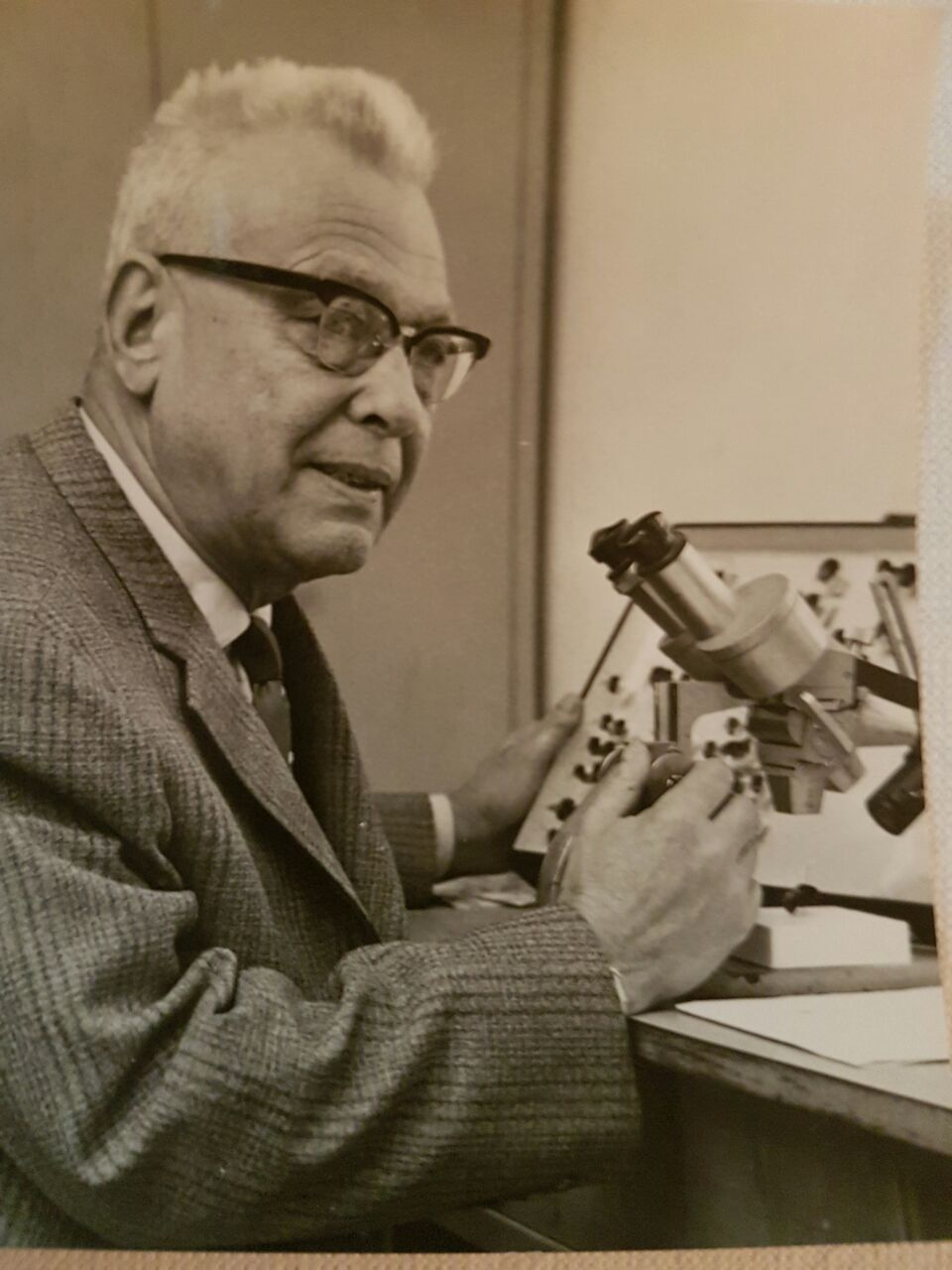
Hans Bytinski-Saiz (1903—1986), в честь которого назван вид

Вид был впервые описан в 1955 году голландскими энтомологом Pieter Marius François Verhoeff (1908—1978; Ден Долдер, Нидерланды) по типовым материалам из Израиля. Группа видов M. bytinskii характеризуется полностью блестящей и гладкой поверхностью тела без бороздок и пунктировки (за исключением некоторой скульптуры и опушения мезоплевр у двух видов) в сочетании с тупым углом между дорсом проподеума и проподеальным склоном, видимым в боковом виде, без какого-либо края или киля на переходе. Остальные виды Miscophus всегда имеют бороздчатость, пунктировку или другую скульптуру, но не более чем на мезосоме; проподеальный угол более или менее прямой (или близкий), и часто с краем на переходе от горизонтальной к вертикальной части проподеума. Видовое название дано в честь израильско-германского энтомолога Dr. Hans Bytinski-Saiz (1903—1986; Тель-Авив).